# Mount Pearl
Mount Pearl es una ciudad canadiense, situada en la Península de Avalon en el sureste de la isla de Terranova, en la provincia de Terranova y Labrador. Está al suroeste de la capital, San Juan de Terranova, y es en su conurbación. Con una población de 24.284 según el censo de 2011, Mount Pearl es la segunda ciudad más grande o pequeña de las tres en la provincia (entre San Juan y Corner Brook). Debido a la población de Conception Bay South, la villa más grande de la provincia, Mount Pearl es la tercera localidad más grande de Terranova y Labrador. La ciudad está al lado de la carretera transcanadiense.
Como una villa, Mount Pearl eligió su primer alcalde en 1955, Hayward Burrage. Mount Pearl fue dado estatus como ciudad el 21 de julio de 1988. 
De 24.520 habitantes durante el censo de 2006, solamente 245 son aborígenes. El inglés es el primer-idioma principal de 24.285 habitantes (99,04%), y 75 hablan el otro idioma oficial de Canadá, el francés. Hay 155 hablantes de otros idiomas, y diez que hablan inglés y francés. 240 personas en Mount Pearl no son blancos: el grupo más grande de los son filipinos (70).